# Phlebia albomellea
Флебія біло-медова (Phlebia albomellea) — вид грибів роду флебія (Phlebia). Гриб класифіковано у 1996 році.

## Будова
Плодові тіла округлі, майже чашоподібні, діаметром 0,3-2 см, згодом зливаються. Гіменофор гладкий, охряного і бурого відтінків. Край білий, оксамитовий. Спори подовжено-еліптичні або коротко-циліндричні, безбарвні, 6-3 мкм.

## Життєвий цикл
Плодові тіла з'являються в липні.

## Поширення та середовище існування
Маловивчений вид з переривчастим ареалом; відомий в Європі, Південно-Західної Азії, Північній Америці. Зустрічається в соснових лісах. Виростає і утворює плодові тіла на опалих і неопалих гілках хвойних і листяних дерев — ліщини, сосни, дуба. Плодові тіла зустрічаються групами. Піддається культивуванню в лабораторних умовах.

## Природоохоронний статус
Включений до Червоної книги Білорусі.